# 11384 Sartre
11384 Sartre è un asteroide della fascia principale. Scoperto nel 1998, presenta un'orbita caratterizzata da un semiasse maggiore pari a 2,4003031 UA e da un'eccentricità di 0,1845593, inclinata di 2,67871° rispetto all'eclittica.